# 長崎市立愛宕小学校
長崎市立愛宕小学校（ながさきしりつ あたごしょうがっこう）は、長崎県長崎市白木町にある公立小学校。

## 概要
歴史
児童数増加のため、1968年（昭和43年）4月に開校。長崎市立小島小学校の一部児童、および同年3月に閉校した長崎市立早坂小学校の全児童を受け入れた。
教育目標
「あふれる知恵、たたえあう心、ごうけんな心」
校章
4つのひし形を組み合わせたものを背景に、校名の「愛宕」の文字（縦書き）を置いている。
校歌
1968年（昭和43年）9月2日に制定。作詞は島内八郎、作曲は木野普見雄による。3番まであり、各番とも「おお わが愛宕小学校」で終わる。
校区
白木町、八つ尾町、三景台町、早坂町、田手原町、彦見町、矢の平4丁目（4番1号、12番22号～26号）、愛宕4丁目（24番～27番）、弥生町（8番34号～43号、9番～15番、19番、20番）、田上1丁目、田上2丁目、田上3丁目、田上4丁目

## 沿革
- 1968年（昭和43年）
  - 4月1日 - 矢の平町に「長崎市立愛宕小学校」が開校。
  - 4月6日 -  旧早坂小学校より203名、小島小学校より315名の児童を受け入れる。 本校校舎未完成のため、早坂校舎6教室と小島校舎6教室も使用し、授業を開始。
  - 5月11日 -  育成会（PTA）発会式を挙行。
  - 6月4日 - 開校式を挙行。
  - 9月2日 -  校章・校歌を制定。
  - 10月6日 - 育成会より校旗が寄贈。
- 1969年（昭和44年）1月8日 - 本校校舎・早坂校舎・小島校舎の分散授業を解消し、全校児童を本校校舎に収容して授業を開始。
- 1970年（昭和45年）2月3日 - 完全給食を開始。
- 1974年（昭和49年）9月11日 - 校門を設置。
- 1978年（昭和53年）3月31日 - 体育館が完成。
- 1979年（昭和54年）7月25日 - プールが完成。
- 2007年（平成19年）4月1日 - 特別支援学級（ひこかぜ学級）を開設。

## アクセス
バス
- 長崎バス「六本松」、「白木団地裏」バス停

道路
- 国道324号

## 周辺
- 長崎女子短期大学
- 長崎女子短期大学附属幼稚園
- 廣中病院
- 六本松公民館
- 大山祇神社